# Uzávěr potrubí
Uzávěr potrubí je technologická součást potrubního rozvodu, armatury kterou může tvořit šoupátko, zpětný ventil, zpětná uzavírka, zpětná klapka, kohout, jehlový uzávěr potrubí, pístový uzávěr potrubí nebo kulový uzávěr potrubí. Pomocí této součásti je možno řídit objemový průtok (např. voda, plyn) nebo průtok úplně uzavřít. Uzávěr potrubí, podle provedení, může být ovládán ručně (místně), dálkově pomocí akčního členu ovládaného obsluhou nebo automaticky.